# Corian

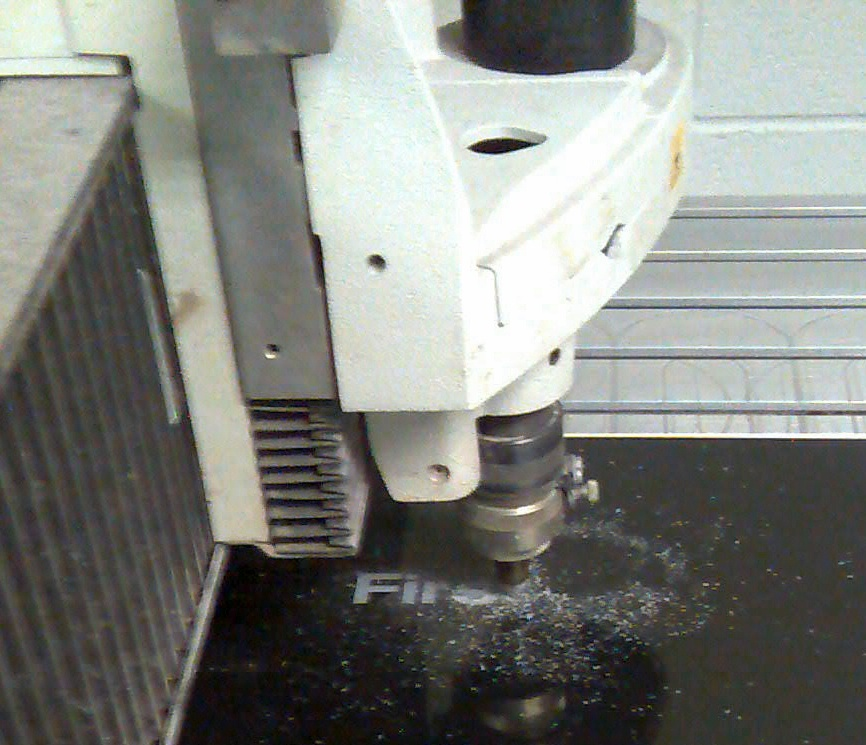
Corian în proces de gravare

Corianul este un material compus din aluminiu, polimeri acrilici și pigmenți ecologici creat de compania americană DuPont, folosit la acoperirea suprafețelor și pereților atât interiori, cât și exteriori. Corianul este folosit cu succes datorită durității și lipsei de reactivitate față de oxidanți și majoritatea solvenților, bazelor și acizilor puternici, ca strat rezistent de acoperire a meselor de laborator, bucătărie, a suprafețelor care se cer sterilizate cu mijloace mai drastice (abrazive, corosive) etc.